# Хайнрих III фон Щернберг
Хайнрих III (II) фон Щернберг (на немски: Heinrich III (II) von Sternberg; † 1312 / 1318) е граф на Щернберг. Фамилията му е роднина с графовете на Шваленберг и с франкските графове на Хенеберг.

## Произход
Той е най-възрастният син на граф Хойер I фон Щернберг (* ок. 1250; † 28 октомври 1299) и съпругата му Агнес фон Липе († сл. 1307), дъщеря на граф Бернхард III фон Липе († 1264/65) и втората му съпруга София фон Равенсберг. Внук е на граф Хайнрих I фон Шваленберг-Щернберг († 1279) и дъщеря на граф Хайнрих I фон Волденберг, преименуван фон Хаген († 1251) и съпругата му графиня София фон Хаген. Правнук е на граф Фолквин IV фон Шваленберг († пр. 1255) от Дом Валдек, граф на Шваленберг и на Валдек, и съпругата му Ерменгард фон Шварцбург († 1274).
Роднина е на Конрад II фон Щернберг († 1277), архиепископ на Магдебург (1266 – 1277), на Фолквин V фон Шваленберг († 1293), епископ на Минден (1275 – 1293), Гюнтер фон Шваленберг, архиепископ на Магдебург (1277 – 1278), епископ на Падерборн (1307 – 1310), и е дядо на Симон фон Щернберг († 1389, Симон II), епископ на Падерборн (1380 – 1389).

## Фамилия
Хайнрих III (II) фон Щернберг се жени за графиня Юта фон Бентхайм-Текленбург († 1318), дъщеря на граф Ото III фон Текленбург († 1285) и графиня Рихардис фон Марк († 1277). Те имат децата:
- Хойер II граф фон Щернберг (ок. 1305 – 1320)
- Хайнрих IV (III) (ок. 1310 – 1318/46), граф фон Щернберг, женен за Хедвиг фон Дипхолц († сл. 1350)
- Агнес (fl 1306/49), абатиса на Мьоленбек (1324 – 1348)
- Юта (fl 1306/18)
- Лиза (fl 1318)